# Hannes Werthner
Hannes Werthner (* 30. November 1954 in Güssing oder Oberschützen) ist ein österreichischer Informatiker und Hochschullehrer. Seit 2006 ist er Professor an der Technischen Universität Wien, wo er von 2016 bis 2019 auch als Dekan der Fakultät für Informatik fungierte.

## Leben
Hannes Werthner studierte an der Technischen Universität Wien Informatik, 1979 schloss er das Studium als Diplomingenieur ab. 1981 promovierte er zum Dr. techn., 1994 habilitierte er sich auf dem Gebiet der Angewandten Informatik. Ab 1991 war er Assistent am Institut für Statistik, Operations Research (OR) und Computerverfahren der Universität Wien, ab 1994 Dozent für Angewandte Informatik. 1999/2000 war er Professor und Vorstand der Abteilung für Wirtschaftsinformatik an der Wirtschaftsuniversität Wien, anschließend bis 2004 Professor für Informatik und E-Commerce an der Universität Trient, wo er auch das E-Commerce and Tourism Research Lab (eCTRL) leitete. Danach wurde er als Professor für Wirtschaftsinformatik und E-Tourismus an die Universität Innsbruck berufen. 2006 wechselte er als Professor für E-Commerce an das Institut für Softwaretechnik und Interaktive Systeme der Technischen Universität Wien. Ab 2016 war er außerdem Dekan der Fakultät für Informatik an der TU Wien. 2019 folgte ihm Gerti Kappel in dieser Funktion nach.
In seiner wissenschaftlichen Arbeit beschäftigt er neben E-Commerce auch mit Empfehlungsdiensten (Recommender Systems) und E-Tourismus. So entwickelte er von 1989 bis 1991 für die Tirol Werbung das Tiroler Tourismus Informationssystem TIS. 1997 bis 2000 war er Präsident der International Federation for IT and Tourism. 2004 wurde ihm die Verantwortung zur Umsetzung eines europäischen, von der EU finanzierten, Tourismusportals übertragen. Außerdem war er 2000 Mitbegründer des E-commerce Competence Centers (EC3), einem Zentrum zur Forschung im Bereich E-Commerce und von 2004 bis 2006 wissenschaftlicher Koordinator des Austrian Network for e-tourism.
Nach ihm ist der Hannes Werthner Tourism and Technology Lifetime Achievement Award  benannt, der seit 2011 jährlich von der International Federation for Information Technologies and Travel & Tourism (IFITT) vergeben wird. Preisträger waren Arno Ebner (2011), Inkeri Starry (2012), Daniel R. Fesenmaier (2013, Temple University), Pauline Sheldon (2014, University of Hawaii), Josef Mazanec (2015),  Gert van der Pijl (2016, Erasmus University Rotterdam) und Rodolfo Baggio (2017, Universität Bocconi).
Im August 2017 wurde seine Kandidatur auf der Liste Peter Pilz bei der Nationalratswahl 2017 bekannt. Er kandidierte auf der Bundesliste an neunter Stelle, schaffte jedoch den Einzug in den Nationalrat nicht.

## Publikationen (Auswahl)
- 1994: Qualitative Reasoning: Modeling and the Generation of Behavior, Springer, Wien 1994, ISBN 978-3-7091-6624-6
- 1999: Information Technology and Tourism – A Challenging Relationship, gemeinsam mit Stefan Klein, Springer, Wien 1999, ISBN 978-3-2118-3274-5
- 2001: Lectures in E-Commerce, gemeinsam mit Martin Bichler, Springer, Wien 2001, ISBN 978-3-7091-6213-2
- 2006: Destination Recommendation Systems: Behavioural Foundations and Applications , gemeinsam mit Daniel R. Fesenmaier und Karl Wöber, CABI 2006, ISBN 978-0-8519-9023-1
- 2024: Digitaler Humanismus: Über Digitalisierung und Künstliche Intelligenz, Picus, Wien 2024, ISBN 978-3-7117-3035-0[10]